# Rolf Rüttimann
Rolf Rüttimann (Zug, 1957 - Rijeka, Yugoslavia, 12 de junio de 1983) fue un piloto de motociclismo suizo que disputó el Campeonato del Mundo de Velocidad.

## Biografía
Su debut en el mundo del motociclismo se consegró en 1982 cuando conquistó el título nacional de 125 y empezó con apariciones esporádicas en el Mundial.
En 1983, gracias a su colega y amigo Hans Müller, inició su participación en el Mundial. Su primera carrera fue en el Gran Premio de Francia, segunda prueba del calendario de 125. Iscritto con una MBA, se clasificó en el puesto 14 de la parrilla de salida y en carrera en el puesto 16.
En los Grandes Premios sucesivos, Gran Premio de las Naciones, tercera prueba del Mundial, obtiene el puesto número 27.º. En el Gran Premio de Alemania aunque se tuvo que retirar. En el Gran Premio de Austria, obtuvo la posición 23.ª.

### Accidente mortal y polémica
El 12 de junio se disputó el Gran Premio de Yugoslavia, séptima prueba del campeonato. Rüttimann salía de la posición 19 de la parrilla de salida. A tres vueltas del final, en la chicana antes de la recta de meta, el piloto suizo perdió el control de su moto. Cayendo al suelo, todavía aferrado a su MBA, siguió arrastrándose durante unos veinte metros antes de impactar en la barandilla que marcaba la pista. En el impacto, la moto fue lanzada al aire, mientras Rüttimann permaneció atrapado debajo de la barandilla, con la cabeza apretada entre el suelo y las placas. Aunque el piloto parecía no tener vida en los primeros auxilios, pasaron 6 minutos antes de que el piloto fuera trasladado a la clínica móvil. En condiciones muy graves, Rüttimann fue transportado en ambulancia al hospital de Rijeka, donde murió pocas horas después.
La polémica sobre la falta de medidas de seguridad en ese punto del circuito comenzó cuando el piloto todavía estaba vivo. En particular, la pregunta se refería a la falta de presencia de las balas clásicas de paja, que normalmente se utilizaban para frenar cualquier caída y proteger a los pilotos del contacto directo con paredes y barandillas. Al principio se dijo que los propios pilotos habían pedido que se movieran las balas de paja desde ese punto, pero esta versión fue negada casi de inmediato por su representante, Mike Trimby. Por el contrario, surgió que los pilotos habían pedido más protección solo para esa área, que quedaron sin cubrir, donde entre la barandilla y el suelo había un área de casi 20 cm.

## Resultados de carrera

### Campeonato del Mundo de Motociclismo

#### Carreras por año
Sistema de puntos desde 1969 a 1987:
| Posición | 1.º | 2.º | 3.º | 4.º | 5.º | 6.º | 7.º | 8.º | 9.º | 10.º |
| Pts.     | 15  | 12  | 10  | 8   | 6   | 5   | 4   | 3   | 2   | 1    |

(Carreras en negrita indica pole position, carreras en cursiva indica vuelta rápida)
| Año  | Clase | Equipo | 1     | 2      | 3       | 4       | 5       | 6      | 7       | 8     | 9      | 10    | 11     | 12    | Pts. | Pos. |
| ---- | ----- | ------ | ----- | ------ | ------- | ------- | ------- | ------ | ------- | ----- | ------ | ----- | ------ | ----- | ---- | ---- |
| 1982 | 125cc | MBA    | ARG - | AUT -  | FRA -   | ESP -   | NAC -   | NED -  | BEL -   | YUG - | GBR 34 | SUE - | FIN 18 | CHE - | 0    | -    |
| 1983 | 125cc | MBA    |       | FRA 16 | NAT Ret | ALE Ret | ESP Ret | AUT 23 | YUG Ret | NED - | BEL -  | GBR - | SWE -  | RSM - | 0    | -    |